# Lakanthurium
De lakanthurium (Anthurium andraeanum) is een plant uit de aronskelkfamilie (Araceae). 
Het is een kruidachtige, vaste plant zonder opgaande stengels. Alle bladeren zijn grondstandig en hebben lange, stevige stengels. De hartvormige, toegespitste bladeren staan verspreid en zijn 20–40 × 10–16 cm groot. De bladeren hebben meestal zeven paar, uitgesproken nerven, die van de bladsteel uitgaan. Het paar nerven aan de bladbasis loopt terug naar de voetlobben en vertakt zich daar verder.
De bloemen bestaan uit een felrood, glanzend, plastic-achtig, hartvormig, 9–12 cm lang schutblad (spatha) met een diep ingesneden voet. De schutbladeren hebben meestal kuiltjes tussen de netvormige nerven. De bloeikolf (spadix) is 6–10 cm lang en opgericht of overhangend. De afzonderlijke bloemen zijn zeer klein en slechts als witte puntjes zichtbaar. De vruchten zijn eivormige, gele bessen, die dicht opeen staan in de bloeikolf.
De lakanthurium is afkomstig uit Colombia waar hij op de grond en op bomen groeit. De soort wordt veel in tropische tuinen gekweekt.
De lakanthurium wordt net als de verwante flamingoplant (Anthurium scherzerianum ) in West-Europa veel als kamerplant gehouden.